# 郑钦文
郑钦文（2002年10月8日—），出生于湖北省十堰市，中国网球运动员。最高单打排名世界第4（2025年6月16日），职业生涯至今赢得了5个WTA巡回赛冠军。
2022年，郑钦文生涯首次排名进入前20，获“WTA年度最佳新人”称号。2023年巴勒莫女子网球公开赛的决赛中，她击败保利尼，夺得生涯巡回赛首冠，同年还在郑州网球公开赛夺冠，年终时排名升至第15位，获“WTA年度进步最快球员”称号。
2024年澳大利亚网球公开赛中，郑钦文闯入决赛，最终不敌萨巴伦卡获得亚军。同年，巴黎奥运会中，郑钦文一路连克艾玛·纳瓦罗、安杰莉克·科贝尔、世界第一伊加·斯维亚特克，唐娜·维基奇，夺得中国网球史上首枚单打奥运金牌。
2024年12月，郑钦文生涯首次入围WTA年终总决赛，并在小组赛中出线，半决赛淘汰了捷克名将巴尔博拉·克赖奇科娃，但在决赛第三盘的抢七大战中不敌科科·高夫，获得亚军。

## 早期生活和背景
郑钦文6岁开始打网球。因为小时候很胖，还经常生病，于是父母希望她从事体育运动。最初她打过乒乓球，也打过羽毛球和篮球，最终选择网球的原因是“真的很喜欢比赛，尤其是击败对手的感觉。当然，当你输球的时候，你会觉得很难过，很沮丧，你会觉得整个世界都为你而破碎。但网球比赛是我最喜欢的。”她坦诚自己的偶像是罗杰·费德勒，后者是她的「灵感来源」。十堰当地的网球教练曾表示郑钦文的力量明显比同龄人强，有“冠军相”。
2010年，郑钦文在武汉崇仁路网球培训基地由当时从湖北省网球队退役不久、后来担任武汉市网球队主教练的谢纯带训执教，进行网球基本技术提高训练，2012年随队至武汉市体育局江汉二桥训练基地进行专项提高训练，师从余丽桥、谢纯，2014年赴北京进一步深造，2015年进入职业化训练。
2023年，作为优秀运动员保送华中科技大学，入读运动训练专业。

## 青少年时期
大满贯青少年成绩：单打
- 澳网：2R (2019)
- 法网：半决赛 (2019)
- 温网：3R (2018, 2019)
- 美网：半决赛 (2019)

大满贯青少年成绩：双打
- 澳网：2R (2018)
- 法网：八强 (2019)
- 温网：1R (2018, 2019)
- 美网：八强 (2018)

## 职业生涯

### 2021年：ITF连续收获冠军
2021年，郑钦文在汉堡网球希望赛决赛上击败琳达·弗鲁维尔托娃获得ITF巡回赛25K级别冠军。
2021年6月20日，郑钦文在捷克多克西的玛查湖公开赛上获得60K级别冠军。
她在WTA巡回赛上获得的第一场胜利来自2021年帕勒莫女子公开赛，她在首轮创纪录地击败了赛会2号种子卢德米拉·萨姆索诺娃晋级。
郑钦文共获得过8个ITF女子巡回赛单打冠军，

### 2022年：大满贯第四轮 WTA500决赛 世界排名进入前30 年度新人
在2022年墨尔本夏季系列赛，她在击败了本玉真唯、前世界排名第2的薇拉·兹沃纳列娃以及安娜·康纽之后打进了WTA赛事的半决赛。在随后的2022年澳大利亚网球公开赛资格赛中连胜三场，首次打入大满贯赛事正赛，并在第一轮中击败白俄罗斯选手艾莉克珊德拉·萨斯诺维奇获得大满贯首胜，但在第二轮中输给5号种子希腊选手玛丽亚·萨卡里。
2022年1月30日，在佛罗里达举办的奥兰多60K决赛中以2比0击败美国强敌克里斯蒂娜·麦克哈尔获得冠军，并在之后创下世界排名新高，第80位。

在2022年2月的萨波潘公开赛首轮输给安娜·卡林斯卡娅。在随后的蒙特雷公开赛上，郑钦文首轮击败一名意大利选手，但在第二轮输给赛事卫冕冠军莱拉·费尔南德斯。2022年3月，郑钦文依靠排名进入「阳光双赛」，在印地安泉公開賽上，第一轮击败薇拉·兹沃纳列娃但在第二轮中败给大满贯冠军，德国选手安杰利克·科贝尔。在迈阿密公开赛首轮不敌波兰选手玛格达·蕾妮特。
4月，在2022年查尔斯顿公开赛以6-3/4-6/6-0击败美国选手，前赛会冠军和大满贯冠军得主斯洛恩·斯蒂芬斯，职业生涯首次击败世界排名TOP50。在第二轮在与叶卡捷琳娜·亚历山德罗娃对阵，比赛进行到6-2/5-7/2-5（0-30）时退赛，赛后表示因手腕韧带受伤带来的剧痛导致无法坚持继续比赛。后退出比利·简·金杯亚大一组团体赛和伊斯坦布尔杯。在马德里公开赛上首轮败给捷克选手卡洛琳娜·穆霍娃。
5月，在2022年法国网球公开赛女子单打比赛，首轮战胜比利时选手马林娜·扎涅夫斯卡进入第二轮，获得大满贯比赛第二场胜利。第二轮中逆转击败赛会19号种子，前世界第一，前法网女单冠军罗马尼亚名将西莫娜·哈勒普，首次在大满贯赛事中进入第三轮，这也是郑钦文首次战胜Top20球员。第三轮中，郑钦文6-0强势开局，在第二盘3-0领先时，法国老将阿莉泽·科尔内因伤退赛，创纪录进入大满贯赛事第四轮，这是第6位打进大满贯16强，第4位打进法网16强的，也是最年轻的（19岁7个月）中国大陆女选手。也是首进大满贯16强时大满贯参赛次数最少的中国大陆女子球员。郑钦文在第四轮遇到赛会头号种子，世界排名第一，法网前女单冠军得主伊加·斯维亚特克，斯瓦泰克在此前已经获得31连胜。郑钦文第一盘在抢七局逆转，7-6拿下，终结了斯瓦泰克各项赛事连赢20盘的记录。但在第二盘后郑钦文疑似受到腿伤影响，一度叫了赛事医疗暂停，最终以0-6、2-6输掉比赛。创下自己参加大满贯的最佳成绩。
法网后，郑钦文被法网组委会评为本届赛事「最惊喜球员」之一，世界排名来到新高第54位。6月，郑钦文作为3号种子参加了125系列赛事瓦伦西亚国际网球公开赛，先后战胜本土选手安德莉亚·拉萨罗·加西亚、罗马尼亚选手伊里娜·巴拉、匈牙利选手亚尼·雷卡·卢卡和西班牙选手努里亚·帕里萨斯·迪亚斯进入决赛，决赛中三盘战胜同胞王曦雨获得迄今为止级别最高的单打冠军，世界排名首次进入前50，首次成为现役排名最高的中国大陆女子网球选手。
进入草地赛季，郑钦文首站德国公开赛是她转入成人赛后第一场草地比赛，但第一轮输给资格赛选手阿莉西娅·帕克斯被淘汰，让对手首次获得TOP50胜利。。在伊斯特本国际赛上，郑钦文在首轮输给波兰人玛格达莱娜·弗雷希。遭遇草地两连败后，郑钦文排名跌出前50。
在草地热身赛两连败的情况下，郑钦文首次参加温布尔登网球锦标赛。首轮击败前大满贯冠军斯洛恩·斯蒂芬斯获得温网首胜，同时也是自己的草地赛事首胜。此轮击败比利时选手格蕾特·米内恩晋级。但在第三轮中输给哈萨克斯坦选手伊莲娜·莱巴金娜。同时她还和王曦雨搭档首次参加大满贯双打比赛，但在首轮输给赛会8号种子青山修子和詹皓晴组合。
2022年上半年，因郑钦文未来数年在海外训练比赛生活所需资金存在很大缺口，湖北省体育局和武汉市体育局决定对郑钦文进行“联合培养”，郑钦文被湖北省体育局招收为网球专业队运动员。同年7月22日，武汉市乒羽网运动管理中心与正备战美网的郑钦文（由其父代为签约）签订 《郑钦文培养攀高协议》，郑钦文由此成为武汉市注册运动员，此后4年受到武汉市体育局每年一定数量的资助，以保障郑钦文团队的正常运转，和对聘请高水平教练员、科研、医疗康复、住宿餐饮等后勤保障的支持。
北美硬地赛季，郑钦文从WTA500巡回赛赛事硅谷网球精英赛开始，首轮遇到大满贯冠军得主大坂直美，最终三盘不敌对手。在稍后多伦多举办的WTA1000巡回赛赛事加拿大网球公开赛上，郑钦文首轮击败东道主选手丽贝卡·马里诺，次轮与赛会5号种子昂丝·贾巴尔相遇，在领先时后者退赛，这也是她击败的时任世界排名最高的选手。第三轮对阵本土宠儿，前大满贯冠军和前赛事冠军比安卡·安德烈斯庫，三盘战胜对手后进入八强，创下自己在1000赛赛事最好成绩。第四轮中败给捷克名将卡罗利娜·普利斯科娃。此后郑钦文世界排名来到第41位，创下新高。
在2022年美国网球公开赛上，郑钦文首轮战胜赛会16号种子，前大满贯冠军耶莲娜·奥斯塔朋科，获得自己首场美网胜利，本场比赛中郑钦文打出21个Ace球。第二轮战胜了来自俄罗斯的选手安娜斯塔西亚·波塔波娃。在第三轮输给了德国选手朱尔·尼迈尔，在赛后接受采访时郑钦文表示「比赛发挥连自己本身实力的3成都不到」。至此郑钦文在第一年参加大满贯赛事全部打入第三轮（澳网除外），巧合的是与塞雷娜·威廉姆斯在首年大满贯战绩一模一样，她对自己在澳网和法网的表现很满意，但是在温网和美网没有达到预期。
在WTA500赛事泛太平洋网球公开赛上，郑钦文首轮击败本土选手土居美咲晋级，赛中打出连得19分的小高潮。第二轮击败赛会头号种子，WTA排名第4的宝拉·巴多萨，生涯第二次击败Top5球员。第三盘两盘击败刘婧文首次进入WTA500赛四强。半决赛击败维罗妮卡·库德梅托娃后，郑钦文首进WTA巡回赛决赛，成为首个进入巡回赛级别单打决赛的中国青少年选手。在决赛中，郑钦文不敌卢德米拉·萨姆索诺娃，她也成为首位单打世界排名进入TOP30的中国青少年选手，来到28位。
在赛季末，郑钦文参加了WTA500赛圣迭戈网球公开赛，在预选赛第二轮输给卡米拉·奥索里奥后，以幸运落败者的身份进入正赛。首轮对手加比涅·穆古鲁萨赛中退赛，第二轮遇到赛事头号种子，世界第一伊加·斯维亚特克，在法网后再次三盘负于对手。
受到脚踝伤的影响，郑钦文退出了巡回赛最后一项WTA1000赛事瓜达拉哈拉公开赛从而结束了整个赛季，全年战绩22胜17负。
2022年末，郑钦文收获了2022年WTA年度最佳新人奖，她在这项以WTA球员投票的奖项中得到了49%的票数。这是中国选手首次获得该奖项，也是自2008年郑洁获得WTA年度最佳复出球员奖以来再度有大陆选手获得WTA奖项。以及获得新华社评出的2022年度中国十佳运动员。

### 2023年：首进大满贯八强 亚运金牌 WTA500冠军 进步最快球员
年初澳洲赛季，郑钦文首站参加WTA500赛2023年阿德莱德国际赛1，首轮在决胜盘抢七挽救赛点战胜赛会6号种子，现世界排名17位的阿内特·康塔薇特，次轮输给维多利亚·阿扎连卡。随后作为资格赛球员参加2023年阿德莱德国际赛2，在资格赛阶段首轮黄金蛋击败本土球员米娅·雷帕克，决赛轮艰难战胜安娜斯塔西亚·波塔波娃闯入正赛。正赛第一轮逆转幸运落败者谢尔比·罗杰斯，第二轮在对阵大满贯冠军佩特拉·克维托娃时因腿伤宣布退赛。在年度首个大满贯赛事澳大利亚网球公开赛上，郑钦文首次作为大满贯种子选手参赛，29号种子首轮战胜达尔马·加尔菲，次轮败给伯纳达·佩拉结束比赛。
在中东赛季，郑钦文在WTA500赛阿布扎比网球公开赛上连胜丽贝卡·马里诺，前大满贯冠军、赛会5号种子耶莲娜·奥斯塔朋科和赛会1号种子达里娅·卡萨特金娜进入四强。在半决赛中三盘输给卢德米拉·萨姆索诺娃。在另外一站500赛2023年WTA卡塔尔公开赛上，获得特殊豁免资格的郑钦文在首轮输给赛会5号种子玛丽亚·萨卡里，但在比赛中打出一击精彩的胯下击球。在年度首场WTA1000赛事迪拜网球锦标赛上首轮战胜同胞张帅，但在次轮对阵萨姆索诺娃时赛前退赛。在阳光双赛中郑钦文因伤退出了印第安韦尔斯公开赛，仅参加了2023年迈阿密公开赛，在战胜了贝古、萨姆索诺娃后第四轮输给安娜斯塔西亚·波塔波娃无缘八强。
进入红土赛季，郑钦文首个比赛是2023年保时捷网球大奖赛，在首轮战胜阿莉西娅·帕克斯后次轮负于赛会头号种子，世界排名第一的伊加·斯维亚特克。在红土第一个WTA1000赛事2023年马德里公开赛上，首轮轮空的郑钦文第二轮战胜凯蒂·麦克纳利，但随后输给叶卡捷琳娜·亚历山德罗娃。在第二个WTA1000赛事2023年意大利公开赛上，首轮轮空的郑钦文第二轮击败阿莉泽·科尔内、第三轮击败邦达尔·安娜，第三轮击败同胞王曦雨后首次参加该赛事便进入八强，但随后败给维罗妮卡·库德梅托娃，但她的世界排名首次进入前20。
2023年法国网球公开赛，郑钦文首轮击败塔玛拉·泽丹塞克，次轮负于尤利娅·普京采娃止步第三轮。
进入草地赛季，郑钦文在WTA500赛2023年WTA德国公开赛和2023年伊斯特本国际赛以及大满贯2023年温布尔登网球锦标赛中均遭遇一轮游，尤其是在温网首轮输给凯特琳娜·丝妮柯娃是她首次在大满贯首轮告负。
7月，郑钦文获得巴勒莫女子网球公开赛颁发的单打外卡，2年前她曾在这站比赛收获巡回赛首胜。作为2号种子，她一路击败本土选手萨拉·埃拉尼、法国人戴安娜·帕里、美国选手艾玛·纳瓦罗和埃及选手玛雅·谢里夫进入决赛，這是她职业生涯首进红土赛事决赛。翌日，她以2比1击败本土作战的赛会6号种子贾斯明·保利尼，收获生涯首个WTA巡回赛冠军头衔，这也是中国大陆选手在红土比赛获得的第3个冠军，以及中国大陆第11个以及最年轻获得WTA巡回赛冠军的球员。
在9月进行的2023年美国网球公开赛中，郑钦文在第4轮中再次击败5号种子、前世界第二温丝·贾贝乌尔，首次晋级大满贯女单八强。在四分之一决赛中，郑钦文以1-6、4-6的比分不敌新任世界第一、大满贯冠军阿里娜·萨巴伦卡，但仍创下其自身大满贯赛事最佳战绩。
9月29日，郑钦文在决赛中战胜同胞朱琳夺得杭州第19届亚运会网球女单金牌，凭借ITF大洲排名直通2024年巴黎奥运会网球比赛。在紧接着到的中国赛季，郑钦文在WTA1000赛事中国网球公开赛上首轮输给伊莲娜·莱巴金娜，在WTA500赛事2023年郑州网球公开赛上，她击败了卡捷琳娜·沃洛季科和赛会3号种子，世界排名第6的玛丽亚·萨卡里，安赫林娜·加里宁娜和贾斯明·保利尼进入决赛，在决赛中她击败了大满贯冠军得主巴博拉·克雷吉茨科娃获得冠军，这是她今年的第2个冠军，以及职业生涯级别最高的单打冠军头衔，同时她也成为继李娜和郑赛赛后第三个赢得WTA500赛的中国大陆女子选手。
在年底的2023年珠海WTA超级精英赛上，首次参赛的郑钦文进入决赛，不敌比阿特丽斯·哈达德·玛雅获得亚军，也结束了整个赛季。
2023年年底，郑钦文获得WTA颁发的年度最快进步球员。

### 2024年：首次大满贯/WTA1000/年终赛决赛 奥运金牌 世界前五

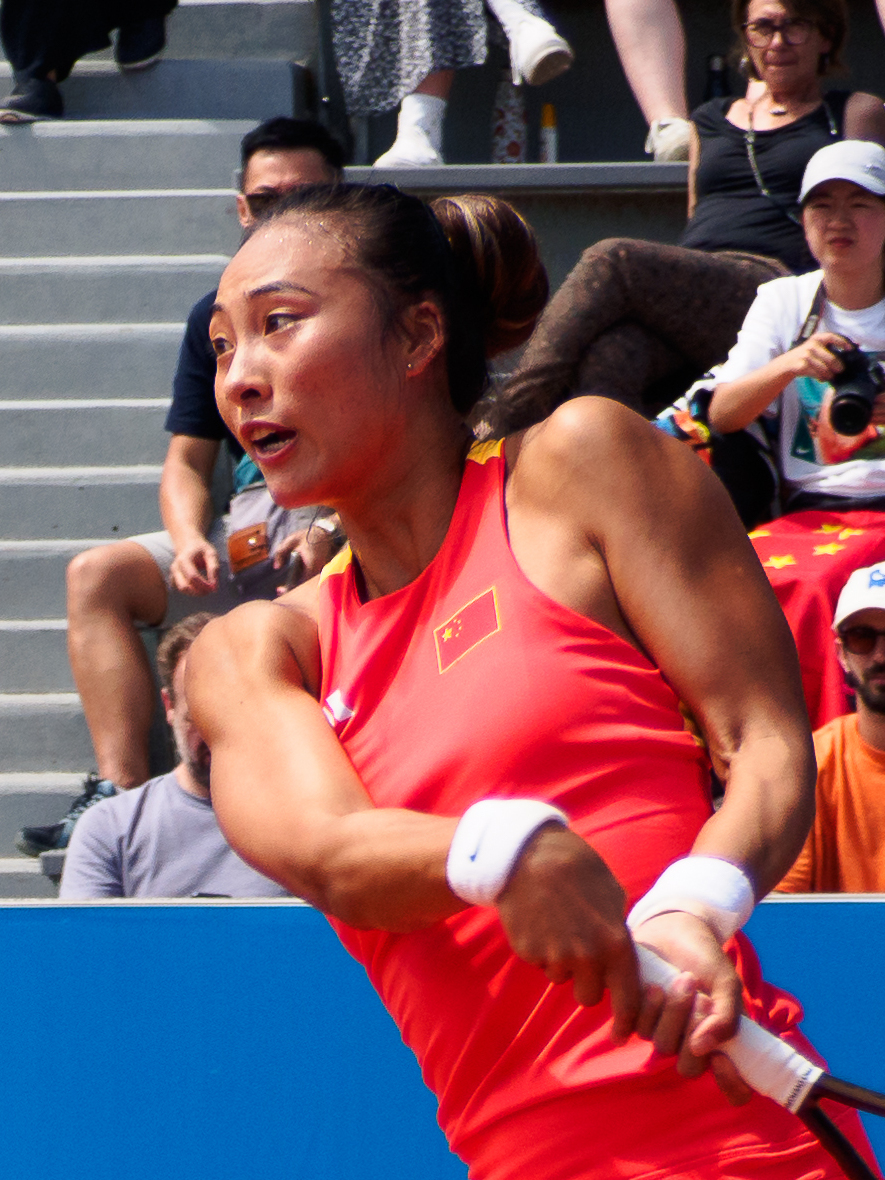
郑钦文在巴黎奥运会参赛，摄于网球女单第一轮对阵意大利选手埃拉尼的比赛中

中国队首次入围联合杯混合网球团体赛，郑钦文作为头号女单选手，在小组赛首场与捷克队的比赛中战胜了大满贯单打冠军马尔凯塔·万卓索娃；第二场战胜了塞尔维亚队的奥尔加·丹尼洛维奇。进入1/4决赛后输给了世界排名第一伊加·斯维亚特克。
2024年澳大利亚网球公开赛，郑钦文一路过关斩将，进入女单决赛，这是她首次跻身大满贯赛事决赛，也成为了继李娜后第二位打进大满贯单打决赛的中国运动员，世界排名也提升至第7位。决赛中，郑钦文0-2不敌卫冕冠军阿里娜·萨巴伦卡，获得亚军。
中东赛季，郑钦文在2024年WTA卡塔尔公开赛首轮轮空，次轮战胜了玛格达·蕾妮特，第三轮输给莱拉·费尔南德斯；在2024年迪拜网球锦标赛在首轮轮空状态下接连战胜日比野菜绪和安娜斯塔西亚·波塔波娃进入八强，在1/4决赛输给头号种子伊加·斯维亚特克，对后者六连败。在阳光双赛中，郑钦文在首轮轮空的情况下印第安韦尔斯次轮输给同胞袁悦，在迈阿密次轮对手凯特琳娜·丝妮柯娃赛中受伤退赛，第三轮输给了大满贯冠军维多利亚·阿扎连卡连续四个WTA1000赛事战绩4胜4负进入红土赛季。
北京时间7月22日凌晨，中国女网选手郑钦文在WTA250巴勒莫站的女单决赛中，以6比4、4比6、6比2击败捷克选手穆霍娃，职业生涯首次卫冕，同时也夺得了个人职业生涯的第三个巡回赛冠军。去年，郑钦文在巴勒莫站拿到了自己的首个巡回赛冠军，今年她作为卫冕冠军收获正赛外卡，以头号种子的身份重回福地。一路过关斩将后，郑钦文与去年法网女单亚军、2号种子穆霍娃会师决赛。拿下这个冠军，她成为第一个在中国境外巡回赛卫冕的球员，此前只有李娜在2013至2014的WTA深圳国际赛实现过卫冕。
7月，郑钦文以大洲排名直通的方式获得2024年巴黎奥运会网球比赛的名额，成为女子单打项目赛会6号种子。在前两轮相对轻松地获得胜利后，她在第三轮比赛中历经两次抢七大战，以67:79、7:64、6:1，艰难战胜赛会11号种子，美国的艾玛·纳瓦罗。1/4决赛，郑钦文再次进行两次抢七，以64:7、6:4、78:66，艰难逆转三次大满贯单打冠军得主，前世界排名第一的德国名将科贝尔，闯进四强，追平了李娜在2008年奥运会创造的中国球员在奥运会网球单打比赛的最好成绩。半决赛，她直落两盘，以6:2、7:5首次战胜了世界排名第一的波兰名将斯维亚特克，创造了中国奥运网球单打的历史，成为继2004年李婷/孫甜甜之后，时隔20年第一位打进奥运会网球比赛决赛的中国运动员。因女单八强赛与混双第一轮比赛间隔过短，郑钦文宣布退出混双比赛，改由队友王欣瑜代替她与张之臻搭档参赛。8月4日，郑钦文6-2、6-3直落两盘击败赛会13号种子、克罗地亚名将维基奇，生涯首次拿下奥运会单打金牌，成为首位获得奥运会网球女单冠军的亚洲球员。鄭欽文此次夺冠是繼2011年的李娜後再次有中國以至亞洲球员於罗兰·加洛斯球场獲得女單冠軍。
奥运会女单决赛后，郑钦文从巴黎直接前往美国备战2024年辛辛那提网球公开赛和2024年美国网球公开赛，但在辛辛那提站爆冷不敌帕夫柳琴科娃，止步16强。美網以直落兩盤1：6及2：6不敵白俄羅斯的莎巴蘭卡，八強止步。
进入中国赛季，郑钦文在2024年中国网球公开赛中首轮轮空，此后先后击败拉希莫娃、波多偌斯卡、阿尼西莫娃和米拉·安德烈耶娃，与卡罗利娜·穆霍娃相遇于半决赛，并以3比6、4比6不敌对手，止步四强。在2024年武汉网球公开赛中首轮轮空，先后以2-0击败杰奎琳·克里斯蒂安、2-1逆转莱拉·费尔南德斯、2-1击败贾斯明·保利尼进入四强；半决赛中与另一位中国球员王欣瑜会师，以2-0淘汰对方后晋级决赛，生涯第一次进入WTA1000级赛事决赛；决赛中，郑钦文再次遭遇阿里娜·萨巴伦卡，以1-2（3-6、7-5、3-6）憾负，获得生涯首个1000赛亚军。
10月16日，郑钦文以冠军排名积分第7位的身份确认首次晋级11月举行的2024年WTA年终总决赛，在其职业生涯第三年成为继李娜后第二位入围WTA年终总决赛的中国女子网球选手。
东京泛太平洋网球公开赛上，郑钦文作为头号种子，先后击败内岛萌夏、莱拉·费尔南德斯、季阿娜·施耐德晋级决赛，并最终击败索菲亞·科寧，获得本年度第三个赛事冠军（首个硬地赛冠军），这也是她的第5个WTA巡回赛冠军以及第2个WTA500赛冠军。她在整个亚洲赛季中获得了12胜2负的成绩进入到年终总决赛。
在利雅得年终总决赛小组赛中，郑钦文首战以3-6、4-6负于阿里娜·萨巴伦卡；第二场以7-6、3-6、6-1三盘战胜叶连娜·莱巴金娜、赢得首场总决赛单打胜利，也同时成为公开赛时代第一位在一个日历年内取得50场WTA巡回赛胜利的中国球员；第三场以6-1、6-1轻取贾斯明·保利尼，成功晋级总决赛四强。在半决赛中，郑钦文以6-3、7-5两盘战胜巴尔博拉·克赖奇科娃进入决赛，成为继李娜之后第二名晋级总决赛四强及决赛的中国球员，也是继2011年的彼得拉·科维托娃之后最年轻的首次参加WTA总决赛就进入决赛的球员。在决赛中以6-3、4-6、6-7负于科科·高夫，以总决赛亚军、年终世界排名第五的成绩结束了整个赛季。
郑钦文在本赛季打入了所有巡回赛级别赛事的决赛，包括大满贯、奥运会、年终总决赛、WTA1000赛事、WTA500赛事和WTA250赛事。

### 2025年：首胜萨巴伦卡
2024年10月21日，ATP和WTA官方宣布了2025年联合杯参赛阵容，郑钦文将作为中国队第一女单身份出战。12月21日在其社媒平台宣布退出联合杯，表示需要更多的时间去恢复和训练。在随后举行的澳大利亚网球公开赛上，作为上届赛事亚军，郑钦文首轮战胜资格赛选手安卡·托多尼，次轮负于德国老将蘿拉·西格蒙德。
中东赛季，郑钦文在首轮轮空的情况下在多哈站和迪拜站两站WTA1000巡回赛中首场比赛输球，分别输给了昂丝·加博和佩顿·斯特恩斯，后者是首次战胜WTA排名前十的球员。
郑钦文接连战胜维多利亚·阿扎连卡、孙璐璐和玛尔塔·科斯秋克，帮助她闯入印第安韦尔斯公开赛的四分之一决赛，之后被二号种子伊加·斯维亚特克击败。
她接连击败劳伦·戴维斯、泰勒·汤森和阿什琳·克鲁格，闯入迈阿密网球公开赛的四分之一决赛，之后负于世界排名第一的阿丽娜·萨巴伦卡。这是郑钦文在「阳光双赛」中，创造的历史最佳成绩。
在查尔斯顿网球公开赛上，郑钦文凭借战胜玛丽亚·萨卡里和爱丽丝·梅尔滕斯的成绩，连续三项赛事闯入四分之一决赛，之后在四分之一决赛中负于九号种子叶卡捷琳娜·亚历山德罗娃。
在马德里网球公开赛首轮负于阿纳斯塔西娅·波塔波娃之后，郑钦文在意大利网球公开赛上接连击败奥尔加·达尼洛维奇、26号种子玛格达莱娜·弗雷希和比安卡·安德烈斯库后闯入四分之一决赛。在那里，她首次击败了世界排名第一的阿里娜·萨巴伦卡，结束了此前对后者的六连败。她在半决赛中负于四号种子科科·高夫，比赛被拖入决胜盘抢七。
在2025年法国网球公开赛，她一路击败了安娜斯塔西亚·帕夫柳琴科娃、埃米利亚纳·阿朗戈、资格赛选手维多利亚·姆博科和赛会19号种子柳德米拉·萨姆索诺娃首次进入法网八强，在1/4决赛中再度负于萨巴伦卡。
进入草地赛季，郑钦文作为头号种子在女王俱乐部锦标赛上战胜了麦卡特尼·凯斯勒、前大满贯冠军艾玛·拉杜卡努后进入半决赛，但负于阿曼达·阿尼西莫娃，这也是她在草地赛事中的最好成绩。随后在温布尔登网球锦标赛首轮三盘负于卡特日娜·西尼亚科娃，连续三年止步温网首轮。

## 教练
郑钦文平时在西班牙巴塞罗那训练，教练为佩雷·里巴，但在2023年6月2日结束了合作。随后与维姆·菲瑟特开始合作，但她在接受采访时表示费赛特在美网后选择重新回到大坂直美的团队，从而在杭州亚运会开赛前一周单方面告知停止合作。在2023年中国赛季时期，郑钦文与前巡回赛球员，上海网球队总教练的吴迪合作。2023年年底，里巴再次回到郑钦文的团队担任教练。在2025年澳网期间，由于里巴在2024年11月底接受了髋关节手术，但丁·博蒂尼（Dante Bottini）暂时担任郑钦文的主教练。

## 场外
2024年，以郑钦文为代表的新一代中国网球选手在奥运会等国际赛场表现优越，中国赛季中一些赛事因郑钦文的参与而吸引了大量观众，创造了票房纪录，推动了中国网球市场的快速发展。中网期间，只要有郑钦文出场的比赛，便吸引了无数观众的目光，首日亮相便刷新了中网单日上座率的纪录。2024年她的综合收入预计将超过亿元人民币，成为中国最高收入的女运动员。

### 赞助商
郑钦文的运动服装赞助商为耐克公司，球拍赞助商为威尔胜。2022年8月19日，蚂蚁集团官方宣布与郑钦文签约成为其“追光大使”，2025年续约。2023年成为劳力士代言人。2024年4月26日，霸王茶姬官宣郑钦文担任品牌首位“健康大使”。2024年9月，中国手机品牌vivo在中网举办前夕签约郑钦文为代言人。2024年11月7日，郑钦文成为奥迪汽车新品牌AUDI的代言人。2025年初成为Dior全球品牌大使。

## 职业生涯表现
指引：
| W | F | SF | QF | #R | RR | LQ (Q#) | A | P | Z# | PO | SF-B | F-S | G | NMS | NH | NQ |

W：冠軍；F：亞軍；SF：四強；QF：八強；#R：前四輪；RR：小組賽；LQ：止步資格賽；A：缺席；P：比赛延期；Z#：戴维斯杯/联合会杯组别赛（#表示级别）；PO：參與戴維斯盃/联合会杯附加赛；SF-B：奧運會銅牌；F-S：奧運會銀牌；G：奧運會金牌；NMS：非ATP1000大師賽系列；NH：該賽事本年度未舉行；NQ：未入圍。
仅统计WTA巡回赛正赛，大满贯赛事，联合会杯/比利简金杯和奥运会的胜负记录。

### 单打
目前统计到2025年温网。
| 巡回赛             | 2022 | 2023 | 2024 | 2025 | SR     | W–L   | 胜率% |
| ------------------ | ---- | ---- | ---- | ---- | ------ | ----- | ----- |
| 澳大利亚网球公开赛 | 2R   | 2R   | F    | 2R   | 0 / 4  | 9–4   | 69%   |
| 法国网球公开赛     | 4R   | 2R   | 3R   | QF   | 0 / 4  | 10–4  | 71%   |
| 温布尔登网球锦标赛 | 3R   | 1R   | 1R   | 1R   | 0 / 4  | 2–4   | 33%   |
| 美国网球公开赛     | 3R   | QF   | QF   | A    | 0 / 3  | 10–3  | 77%   |
| 胜-负              | 8–4  | 6–4  | 12–4 | 5–3  | 0 / 15 | 31–15 | 67%   |

### 双打
| 巡回赛             | 2022 | 2023 | 2024 | 2025 | SR    | 胜-负 | 胜率 % |
| ------------------ | ---- | ---- | ---- | ---- | ----- | ----- | ------ |
| 澳大利亚网球公开赛 | A    | A    | A    | A    | 0 / 0 | 0–0   | –      |
| 法国网球公开赛     | A    | A    | A    | A    | 0 / 0 | 0–0   | –      |
| 温布尔登网球锦标赛 | 1R   | A    | A    | A    | 0 / 1 | 0–1   | 0%     |
| 美国网球公开赛     | A    | A    | A    | A    | 0 / 0 | 0–0   | –      |
| 总胜-负            | 0–1  | 0–0  | 0–0  | 0–0  | 0 / 1 | 0–1   | 0%     |

### 大满贯决赛

#### 单打: 1（亚军）
| 结果 | 年份 | 赛事               | 场地 | 对手            | 比分     |
| ---- | ---- | ------------------ | ---- | --------------- | -------- |
| 负   | 2024 | 澳大利亚网球公开赛 | 硬地 | 阿丽娜·萨巴伦卡 | 6–3, 6–2 |

### WTA1000赛决赛

#### 单打: 1（亚军）
| 结果 | 年份 | 赛事           | 场地 | 对手            | 比分          |
| ---- | ---- | -------------- | ---- | --------------- | ------------- |
| 负   | 2024 | 武汉网球公开赛 | 硬地 | 阿丽娜·萨巴伦卡 | 6–3, 5–7, 6–3 |

### 奥林匹克运动会决赛

#### 单打: 1（金牌）
| 结果 | 年份 | 赛事             | 场地 | 对手        | 分数     |
| ---- | ---- | ---------------- | ---- | ----------- | -------- |
| 胜   | 2024 | 夏季奥运会, 法国 | 红土 | 唐娜·维基奇 | 6-2, 6-3 |

### WTA年终总决赛

#### 单打：1（亚军）
| 结果 | 年份 | 赛事                | 场地     | 对手      | 分数               |
| ---- | ---- | ------------------- | -------- | --------- | ------------------ |
| 负   | 2024 | WTA年终总决赛，沙特 | 室内硬地 | 科科·高夫 | 6-3, 4-6, 6-7(2-7) |

## 获奖记录
- 2022年WTA年度最佳新人奖 [60]

- 新华社2022年中国十佳运动员 [62]

- 2023年WTA年度进步最快球员 [83]

- 2024年度亚太U30杰出青年领袖榜 [153]

- 2024年WTA最受球迷欢迎单打球员和年度最佳击球奖（球迷投票） [154][155]

- 新华社2024年中国十佳运动员 [156]